# Siete noches
Siete Noches es un libro de conferencias del escritor argentino Jorge Luis Borges. Fue publicado por Fondo de Cultura Económica, en 1980.
El libro contiene siete conferencias pronunciadas por Borges, entre el 1 de junio y el 3 de agosto de 1977, en el Teatro Coliseo de Buenos Aires. Borges revisó en forma minuciosa la versión escrita, extraída de la grabación en cinta magnética, y aprobó su publicación.

## Contenido
Siete noches contiene la transcripción de las grabaciones en cintas magnetofónicas de siete conferencias dadas por Borges. El profesor Roy Bartholomew tuvo a su cargo las transcripciones y de realizar el Epílogo. Las conferencias fueron:  La Divina Comedia, La pesadilla, Las mil y una noches,  El budismo, La poesía,  La cábala y La ceguera.
Con anterioridad a la publicación del libro, se hizo una defectuosa transcripción de las conferencias, que fue publicada en siete suplementos del diario Clarín (Buenos Aires). Borges se mostró disconforme y tuvo especial cuidado, mostrándose exigente, ante la edición en libro. 
Bartholomew hizo un cuidado trabajo, repetidas veces le leyó a Borges los textos, que fueron aprobados por el escritor. Según narra Bartholomew en el Epílogo, Borges le dijo: "No está mal; me parece que sobre temas que tanto me han obsesionado, este libro es mi testamento".